# ミニオン・ハチャメチャ・アイス
- ユニバーサル・パークス&リゾーツ > ユニバーサル・スタジオ・ジャパン > ユニバーサル・スタジオ・ジャパンのアトラクション > ミニオン・ハチャメチャ・アイス
- 怪盗グルーシリーズ > ミニオン・ハチャメチャ・アイス

ミニオン・ハチャメチャ・アイス（英: Freeze Ray Sliders）は、ユニバーサル・スタジオ・ジャパンに設置されている『怪盗グルーシリーズ』をテーマにしたライド・アトラクションである。

## 概要
ある日、真夏の暑さに耐えかねたミニオンたちが、ユニバーサル・スタジオ・ジャパンに突然アイスリンクを作り出し、ゲストを巻き込んで氷上レースに挑戦するというオリジナル・ストーリーが楽しめるライド・アクションである。
アトラクションのビークルは、ミニオンのボスであるグルーの研究所で開発された製氷車がモチーフ。各ビークルには、ミニオンがカスタムした特別なフラッグが付いており、ユニークなデザインが特徴となっている。ライド中には、「巨大凍らせ銃」が突然発射されるなど、ミニオンならではの遊び心溢れるイタズラが満載で、予測不能な展開を楽しむことができる。
さらに、アトラクションエリア内では、ミニオンたちのコミカルな演出も見どころの一つ。プールの中から潜望鏡で様子を伺うミニオンや、凍ったプール内でシンクロナイズド・スイミングを披露するミニオンなど、乗車時間以外でも彼らのユーモラスな一面を堪能できる演出が随所に詰め込まれている。